# Sidonie
Sidonie (slovensky Sidónia) je osada a katastrální území tvořící část města Brumov-Bylnice v okrese Zlín, ležící v Bílých Karpatech v těsném sousedství česko-slovenské státní hranice v nadmořské výšce 355 m n. m. Většina zástavby se nachází v délce 4,5 km v údolí podél toku Vlárky, k Sidonii však patří i oblast Vlárského průsmyku se stejnojmenným nádražím.

## Historie
Sidonie byla původně, stejně jako sousední Svatý Štěpán, sklářskou vesnicí. Roku 1788 ji zřídil majitel brumovského panství Jan Křtitel Illesházy a pojmenoval ji po své manželce Sidonii Illesházyové. Sklářská huť se nacházela v uherské části osady. Nejprve se osada jmenovala Svatá Sidonie a náležela k obci Bylnici. V letech 1899 až 1908 byla v Sidonii vybudována sklářská dělnická kolonie (domy čp. 65-71). Roku 1933 ukončila zdejší huť svoji činnost a na přelomu let 1937 a 1938 byla zbourána. 1. ledna 1952 se moravská část osady stala samostatnou obcí, formálně však bylo oddělení provedeno až k 1. lednu 1954. Z rozhodnutí gottwaldovského ONV byla obec k 1. červenci 1964 přejmenována na Sidonii. Od roku 1976 je Sidonie součástí města Brumov-Bylnice.
Po zániku Československa na konci roku 1992 byla nová státní hranice původně vedena tokem Vlárky. Většina zástavby osady se nachází na pravém, moravském břehu říčky, skupina několika domů v centrální části vsi, které obývalo devět rodin, však stojí na levém břehu, který připadl Slovensku. Jediná přístupová silnice, vedoucí z Vlárského průsmyku, navíc tok Vlárky několikrát překračuje. Slovenská část osady s názvem Sidónia se stala součástí obce Horné Srnie a místním rodinám se značně zkomplikoval život spjatý se zbytkem vesnice, nacházející se nyní již v jiném státě. Dne 25. července 1997 došlo k úpravě česko-slovenské státní hranice a malé území na levém břehu s několika domy v centru Sidonie se stalo součástí Česka (vyměněnou za osadu U Sabotů u Javorníku). Státní hranice je rovněž od té doby vedena středem silnice z Vlárského průsmyku.

## Pamětihodnosti
- Kaple svatého Martina
- Chlebová pec – kulturní a technická památka. Sloužila sklářům v Sidonii na pečení chleba i svátečního pečiva. V Sidonii se jich dochovalo pouze 7. V některých se peče i dodnes. Původně pecí bylo 19. Asi nejznámější pec je na takzvané Rajčůrni. Střecha je pokryta šindelem.[5]

## Příroda
V katastru vsi se nachází přírodní rezervace Sidonie s původním, více než 200 let starým bukovým porostem, která byla vyhlášena dne 12. července 1984 k ochraně genofondu zdejších bukových porostů a dále k ochraně brouků střevlíka hrbolatého a tesaříka alpského.

## Galerie

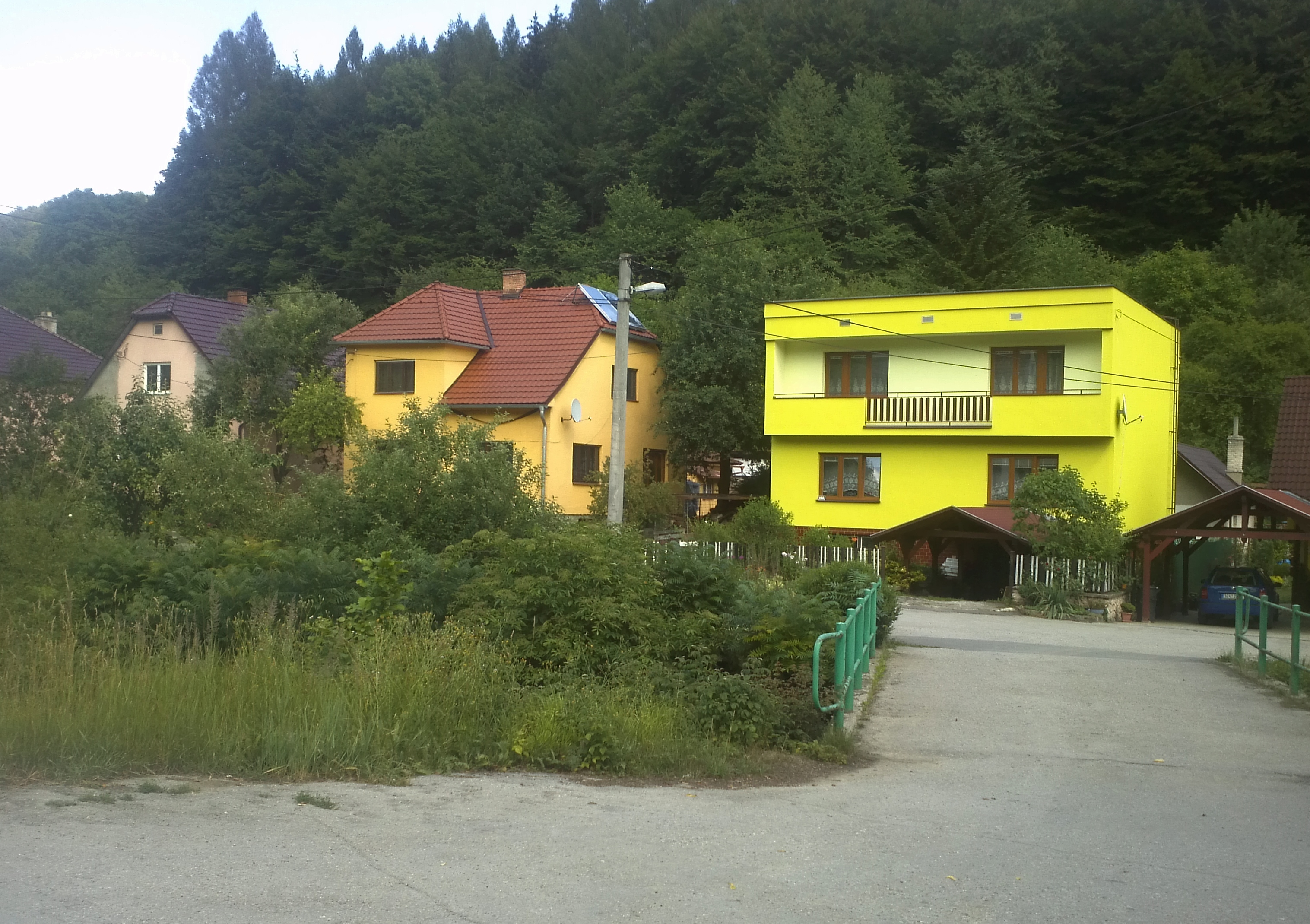
domy na levém břehu Vlárky, původně součást Slovenska
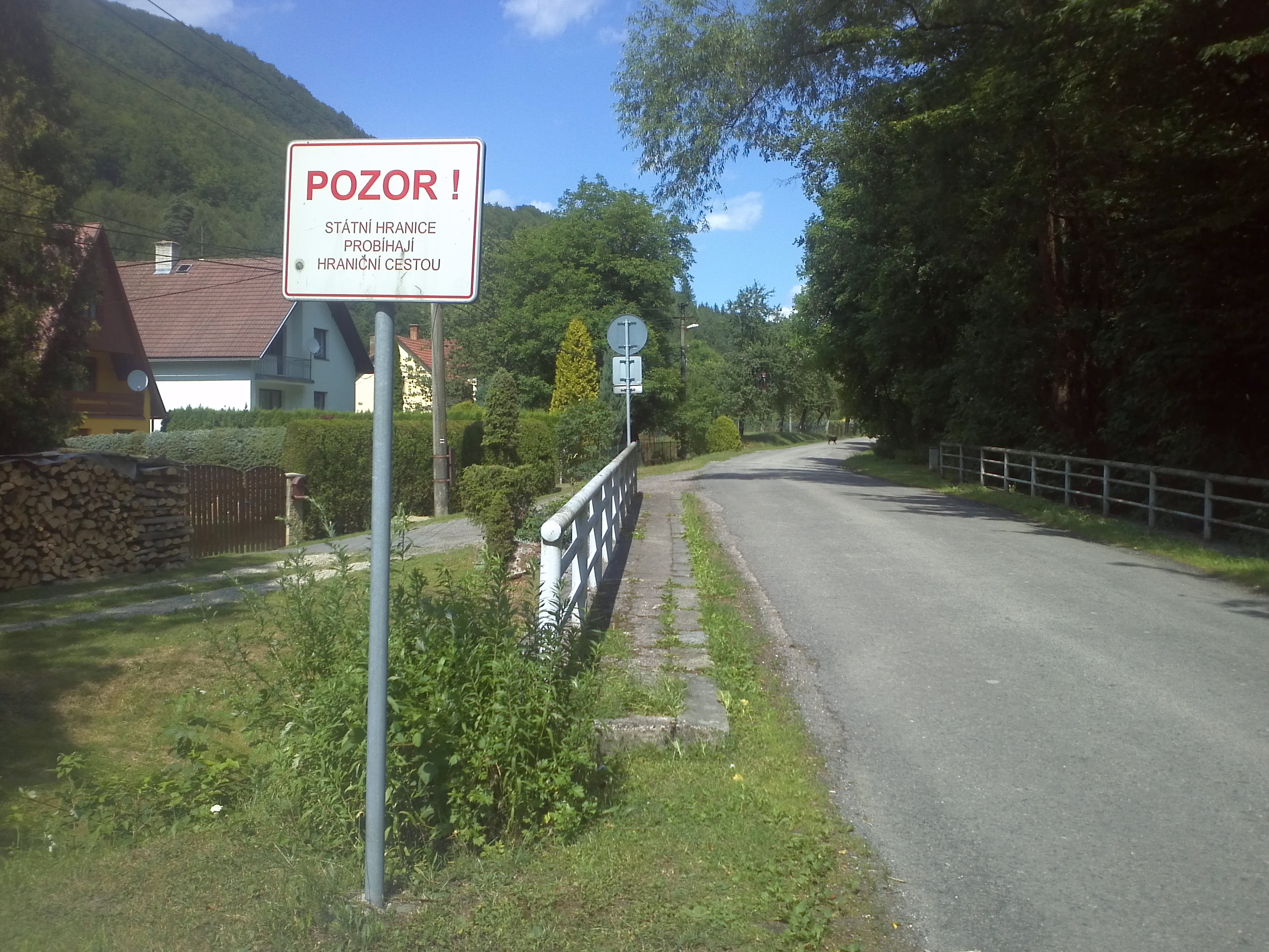
jihozápadní okraj osady u Vlárského průsmyku
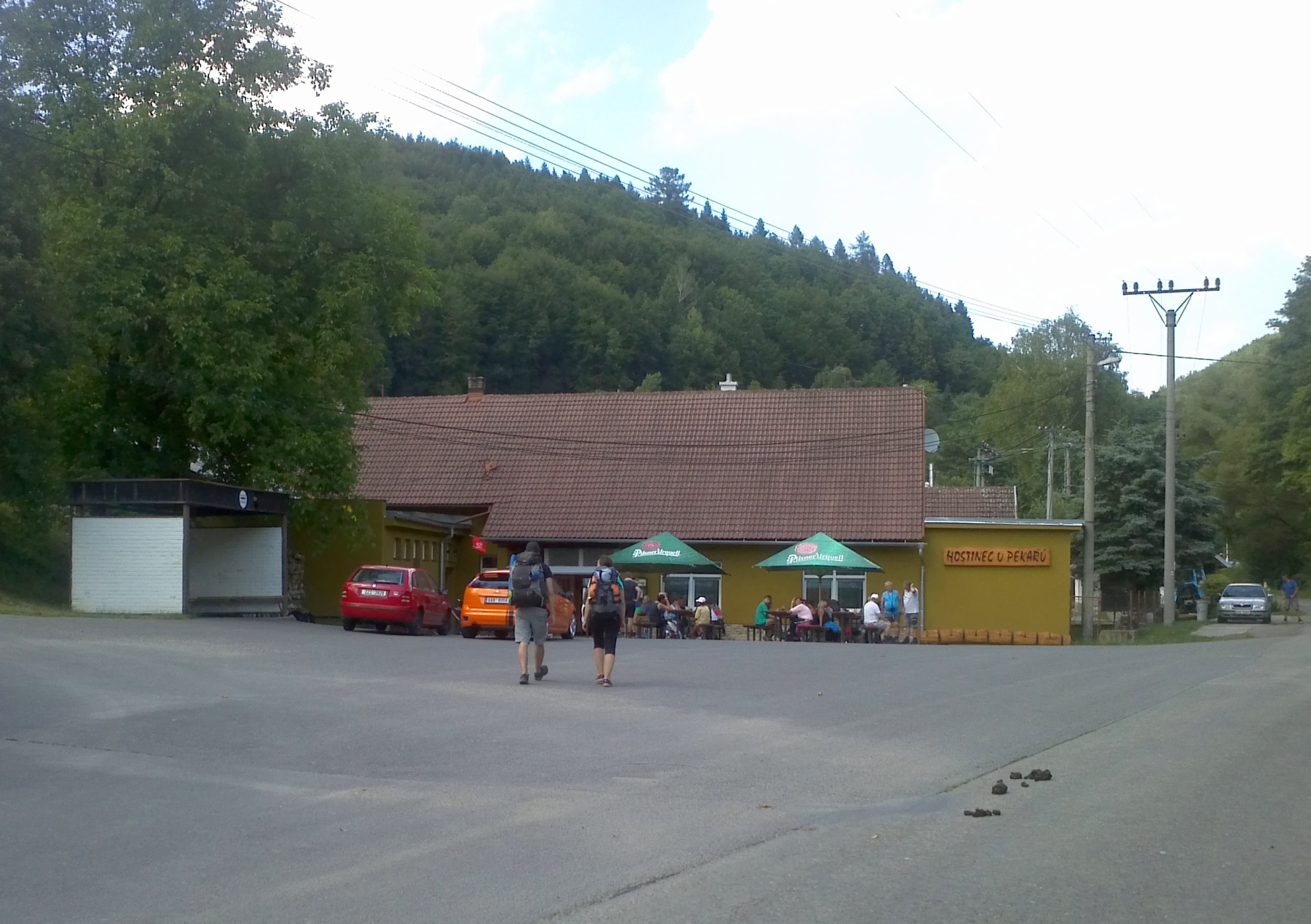
náves s hostincem U Pekařů
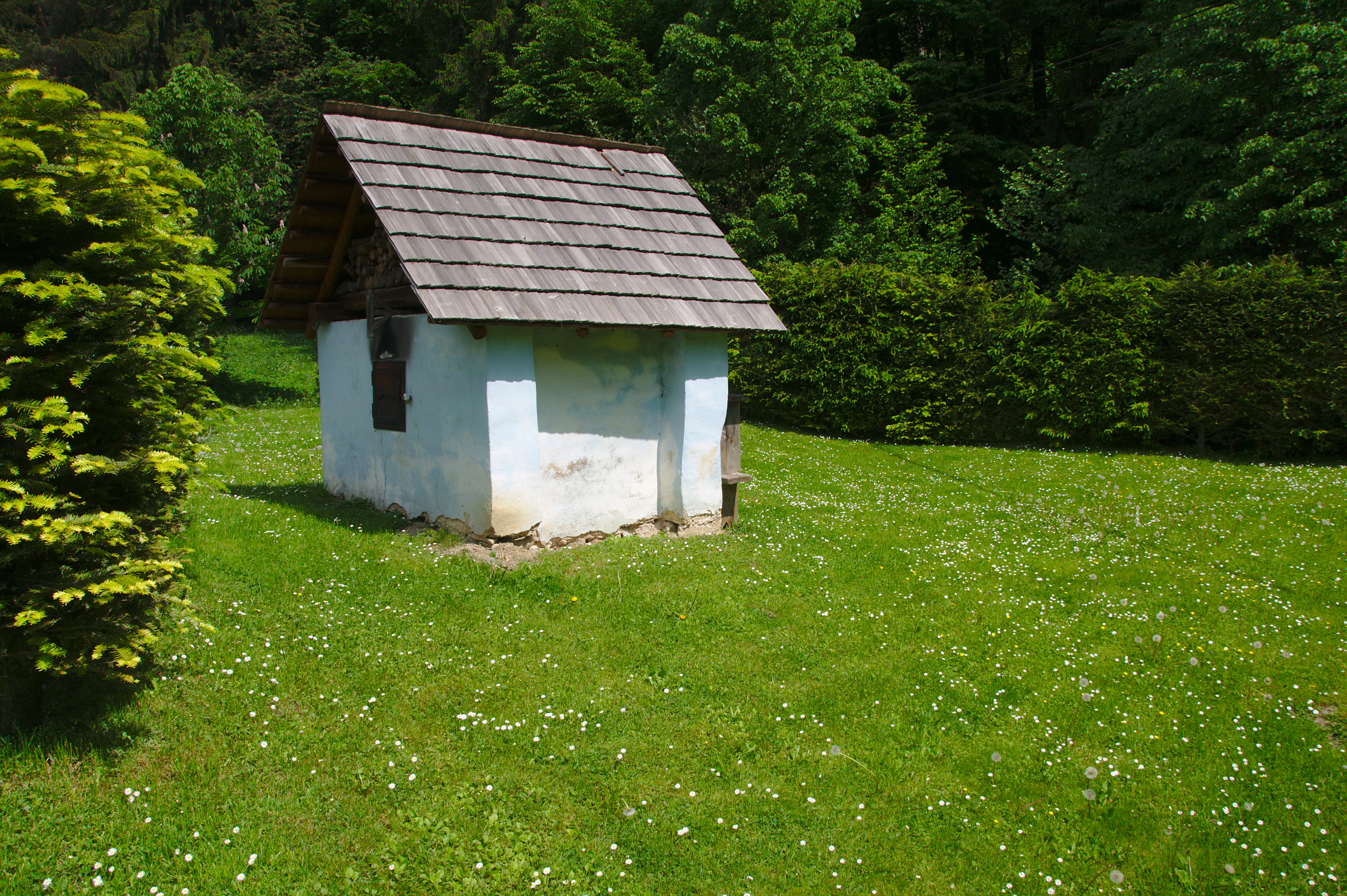
chlebová pec
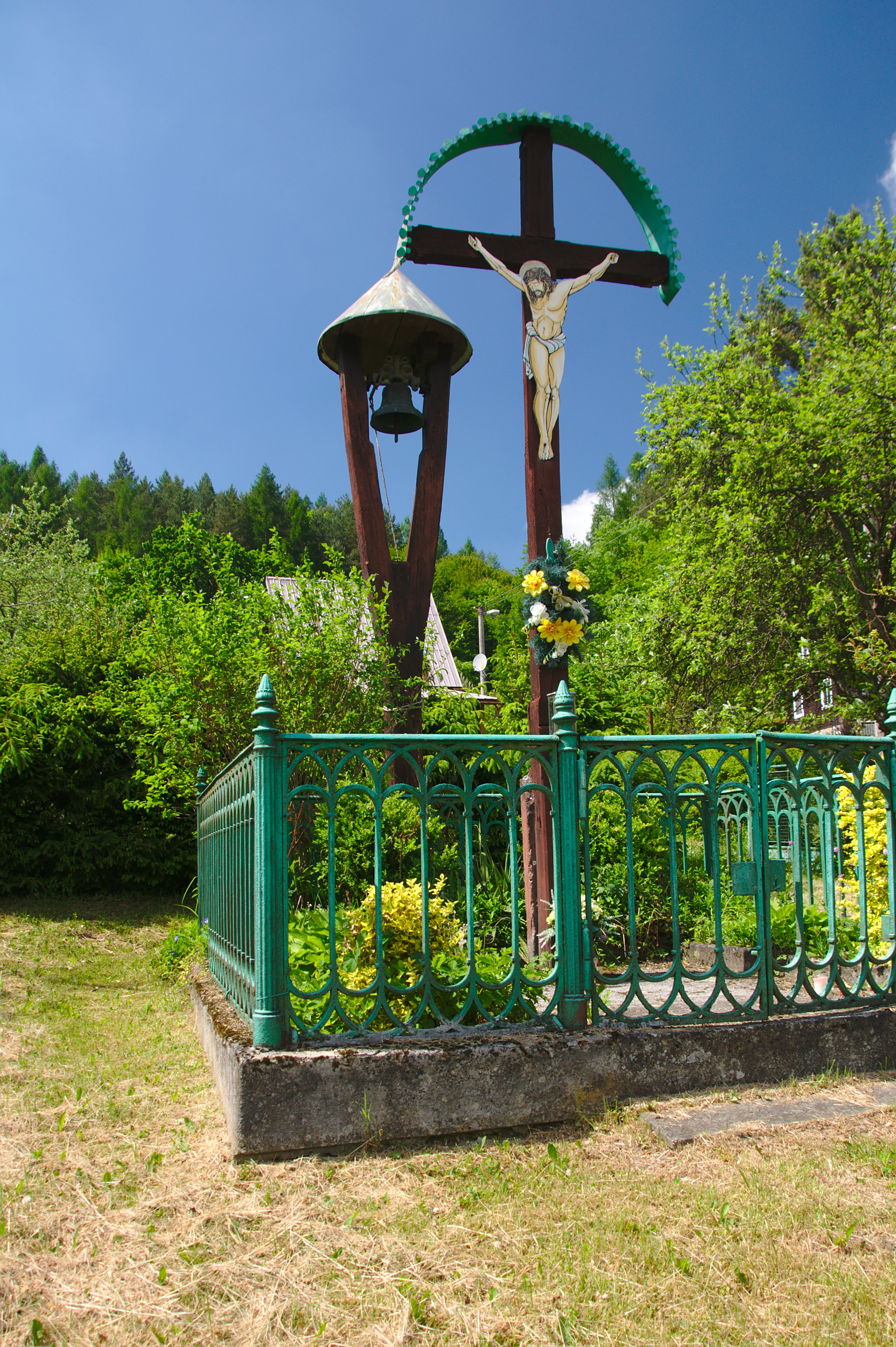
zvonice a kříž